# Nemomydas melanopogon
Nemomydas melanopogon is een vliegensoort uit de familie Mydidae. De wetenschappelijke naam van de soort is voor het eerst geldig gepubliceerd in 1956 door Steyskal.
De soort komt voor in de Verenigde Staten.